# 5198 Fongyunwah
5198 Fongyunwah è un asteroide della fascia principale. Scoperto nel 1975, presenta un'orbita caratterizzata da un semiasse maggiore pari a 3,1108505 UA e da un'eccentricità di 0,1665332, inclinata di 2,10367° rispetto all'eclittica.